# Sanctacaris
Sanctacaris es un artròpode del Cambrià mitjà, trobat als esquists de Burgess, a la Colúmbia Britànica. Aquest animal mesurava de 46 a 93 mil·límetres de llarg, i es creu que va ser un dels primers actualsquelicerats (entre els quals s'inclouen les actuals aranyes i escorpins).
Inicialment Sanctacaris va ser anomenat informalment 'Santa Claws' ("santa urpes"). A diferència de la majoria de les altres espècies de Burgess, Sanctacaris no estava present a la pedrera del 1909 d'en Charles Doolittle Walcott, i fou descobert a un nivell diferent per Desmond Collins els anys 1980-1981.

## Característiques
El cap de Sanctacaris té cinc parells d'apèndixs tàctils i un sisè parell més llarg. Els primers tenen cada un altre petit apèndix en forma d'antena. Tenen d'11 segments corporals, amb els corresponents parells de potes i brànquies. El tèlson és ample i pla, en forma de rem.